# Toyama (Schiff)
Das Containerschiff Toyama wurde 1972 für die norwegische Wilh. Wilhelmsen gebaut und zählte beim Bau zu den schnellsten Frachtschiffen weltweit. Es war bis heute das einzige Vollcontainerschiff der Reederei.

## Geschichte

### ScanDutch Service
1971 gründeten die drei skandinavischen Reedereien Det Østasiatiske Kompagni (East Asiatic Company), Kopenhagen, Svenska Ostasiatiska Kompaniet, Göteborg und Wilh. Wilhelmsen in Oslo die Scanservice-Gruppe, um einen Europa-Fernost Containerdienst mit 15-tägigen Abfahrten vom Basishafen Göteborg anzubieten. Sie bestellten die vier gleichwertig großen und sehr schnellen Containerschiffe Selandia und Jutlandia (EAC), Nihon (SEA), und Toyama (Wilhelmsen). Kurz darauf trat die niederländische Reederei Nedlloyd mit den beiden Schiffen Nedlloyd Delft und Nedlloyd Dejima der Gruppe bei, woraufhin diese in ScanDutch umbenannt wurde. Zusammen investierten die Reedereien des in Kopenhagen angesiedelten ScanDutch Service Pools für dieses Bauprogramm von über 700.000 tdw, 250 Millionen US-Dollar, zu denen weitere 35 Millionen Dollar für den Ankauf von Container kamen. Im Jahr 1973 gliederte sich noch die französische Reederei Messageries Maritimes mit ihrer Korrigan ein und 1977 stieß noch die malaysische Reederei Malaysia International Shipping Corporation (MISC) hinzu.

### Bau und Einsatzzeit
Geordert wurde die 143,5 Millionen Norwegische Kronen teure Toyama 1971 von der Reederei Wilh. Wilhelmsen als Baunummer 900 der Werft Mitsui Zosen im japanischen Tamano. Nach Ablieferung des Schiffes am 27. November 1972 wurde die Toyama im ScanDutch Fernost-Dienst eingegliedert, den sie auch den späteren Eignern nicht verließ. 1984 wurde die Toyama  in Ulsan bei der Hyundai-Mipo Werft um knapp 14 Meter verlängert und mit einem kleineren Mittelmotor versehen, um die Wirtschaftlichkeit zu erhöhen. 1991 erwarb Det Östasiatiske Kompagni AS (EAC) aus Kopenhagen die Toyama, brachte es unter Bahamasflagge und betrieb es zwei Jahre ohne Umbenennung. 1993 erwarb die dänische Reederei A. P. Møller-Mærsk das Schiff und setzte es als Maersk Nanhai ein. Am 20. Oktober 1995 übernahm Reynolds Enterprises der griechischen Reederei Danaos Shipping die Maersk Nanhai mit einer Rückcharter bis 1999 für Maersk. Zwei weitere Jahre wurde das Schiff noch als Nanhai weiterbetrieben, bis es am 21. Oktober 2001 im chinesischen Jiangyin eintraf, wo es schließlich abgebrochen wurde.

## Technik
Der Entwurf der Toyama glich dem der kurz zuvor für Mitsui OSK gebauten Elbe Maru, dem ersten Containerschiff mit einer Dreidiesel-Antriebsanlage. Einzig die Decksaufbauten wurden im Vergleich zur Elbe Maru vergrößert und anders ausgestattet, um den Ansprüchen der norwegischen Auftraggeber zu entsprechen.
Das herausragendste Detail des Schiffes war seine Antriebsanlage, die sich aus drei an Steuerbord, Mittschiffs und Backbord angeordneten B&W-Dieselmotoren zusammensetzte. Alle drei bauähnlichen Motoren waren von der Bauwerft in Lizenz des dänischen Herstellers Burmeister & Wain gebaute Zweitaktdiesel mit 84 Zentimeter Zylinderdurchmesser und 180 Zentimeter Hub. Die beiden Seitenmotoren des Typs B&W 9K84EF hatten je neun Zylinder, leisteten etwa 23.500 PS und trieben direkt je einen Festpropeller an, der mittlere Motor des Typs B&W 12K84EF verfügte über zwölf Zylinder, eine Leistung von 28.000 PS und gab diese an einen Verstellpropeller ab. Die Gesamtleistung von rund 80.000 PS brachte das Schiff auf eine Probefahrtsgeschwindigkeit über 31 Knoten. Der Mittelmotor wurde beim Umbau 1984 durch einen Sechszylindermotor desselben Herstellers mit gleichen Zylinderdimensionen ersetzt, da sich die Dienstgeschwindigkeiten im Zuge der Ölkrise von 1973 erheblich verringert hatten. Die elektrische Versorgung des Schiffes bestand aus fünf Dieselgeneratoren mit jeweils 980 Kilowatt Leistung. Die Bunkerkapazität zur Versorgung der aufwändigen Maschinenanlage lag bei über 10.000 Kubikmetern.
Das Schiff verfügte anfangs über acht Laderäume mit 30 Luken und konnte 2.208 TEU transportieren, nach der Verlängerung im Jahr 1984 waren es neun Laderäume mit 32 Luken, die Containerkapazität erhöhte sich auf 2.666 TEU. Es waren Anschlüsse für Kühlcontainer vorhanden, Ladegeschirr war nicht verbaut.